# 庆成军
庆成军，北宋的一个军。
大中祥符四年（1011年）置，治所在荣河县（即今山西省万荣县西南荣河）。辖境相当今山西省万荣、河津等县市。熙宁元年（1106年）省。 